# Gymnothorax chilospilus
Espèce
Gymnothorax chilospilus est une espèce de poissons de la famille des murènes.

## Description
Elle se rencontre dans les récifs coralliens des océans Indien et Pacifique à des profondeurs de la surface à 45 mètres. Elle peut mesurer jusqu'à 50,5 cm de long.